# وینچستر (ایلینوی)
وینچستر، ایلینوی (به انگلیسی: Winchester, Illinois) یک شهر در ایالات متحده آمریکا با جمعیت ۱٬۶۵۰ نفر است که در ایلی‌نوی واقع شده‌است.

## موقعیت جغرافیایی
موقعیت جغرافیایی شهرها و مناطق اطراف به شرح زیر است: